# Nazionale maschile di roller derby della Germania
La nazionale di roller derby maschile della Germania è la selezione maggiore maschile di roller derby, il cui nickname è Team Germany o De Ronnys, che rappresenta la Germania nelle varie competizioni ufficiali o amichevoli riservate a squadre nazionali. Si è classificata undicesima nel campionato mondiale di roller derby maschile 2014.

## Risultati
Legenda: Grassetto: Risultato migliore, Corsivo: Mancate partecipazioni

## Dettaglio stagioni

### Tornei

#### Mondiali
| Stagione | regular season | regular season | regular season | regular season | regular season | regular season | playoff | playoff | playoff | playoff | playoff | playoff    | playoff    |
|          | Vin            | Par            | Per            | Tot            | PF             | PS             | Vin     | Per     | Tot     | PF      | PS      | risultato  | avversaria |
| -------- | -------------- | -------------- | -------------- | -------------- | -------------- | -------------- | ------- | ------- | ------- | ------- | ------- | ---------- | ---------- |
| 2014     | 0              | 0              | 3              | 3              | 48             | 545            | 1       | 1       | 2       | 287     | 379     | Undicesima | Irlanda    |
| 2016     |                |                |                |                |                |                |         |         |         |         |         |            |            |
|          |                |                |                |                |                |                |         |         |         |         |         |            |            |
| Totale   | 0              | 0              | 3              | 3              | 48             | 545            | 1       | 1       | 2       | 287     | 379     |            |            |

#### Battle of the Beasts
| Stagione | regular season | regular season | regular season | regular season | regular season | regular season | playoff | playoff | playoff | playoff | playoff | playoff   | playoff     |
|          | Vin            | Par            | Per            | Tot            | PF             | PS             | Vin     | Per     | Tot     | PF      | PS      | risultato | avversaria  |
| -------- | -------------- | -------------- | -------------- | -------------- | -------------- | -------------- | ------- | ------- | ------- | ------- | ------- | --------- | ----------- |
| 2013     |                |                |                |                |                |                | 0       | 2       | 2       | 455     | 486     |           | Paesi Bassi |
| 2013     |                |                |                |                |                |                | 2       | 0       | 2       | 196     | 136     |           | Belgio      |
|          |                |                |                |                |                |                |         |         |         |         |         |           |             |
| Totale   |                |                |                |                |                |                | 2       | 2       | 4       | 651     | 622     |           |             |

#### BEARDi
| Stagione | regular season | regular season | regular season | regular season | regular season | regular season | playoff | playoff | playoff | playoff | playoff | playoff   | playoff      |
|          | Vin            | Par            | Per            | Tot            | PF             | PS             | Vin     | Per     | Tot     | PF      | PS      | risultato | avversaria   |
| -------- | -------------- | -------------- | -------------- | -------------- | -------------- | -------------- | ------- | ------- | ------- | ------- | ------- | --------- | ------------ |
| 2014     | 2              | 0              | 3              | 5              | 294            | 501            | 1       | 0       | 1       | 239     | 95      | Quinta    | Quads of War |
|          |                |                |                |                |                |                |         |         |         |         |         |           |              |
| Totale   | 2              | 0              | 3              | 5              | 294            | 501            | 1       | 0       | 1       | 239     | 95      |           |              |

### Riepilogo bout disputati
| Anno | Luogo        | Evento                     | Fase del torneo           | Incontro                           | Risultato |
| 2013 | Eindhoven    | Battle of the Beasts       |                           | Belgio - Germania                  | 276 - 251 |
| 2013 | Eindhoven    | Battle of the Beasts       |                           | Paesi Bassi - Germania             | 210 - 204 |
| 2013 | Valkenswaard | Battle of the Beasts II    |                           | Germania - The Dirty Few           | 88 - 77   |
| 2013 | Valkenswaard | Battle of the Beasts II    |                           | Belgio - Germania                  | 59 - 108  |
| 2014 | Birmingham   | Mondiale                   | Fase a gironi             | Germania - Australia               | 12 - 232  |
| 2014 | Birmingham   | Mondiale                   | Fase a gironi             | Germania - Francia                 | 14 - 251  |
| 2014 | Birmingham   | Mondiale                   | Fase a gironi             | Irlanda - Germania                 | 62 - 22   |
| 2014 | Birmingham   | Mondiale                   | Primo turno consolazione  | Belgio - Germania                  | 163 - 213 |
| 2014 | Birmingham   | Mondiale                   | Semifinale 9º - 14º posto | Irlanda - Germania                 | 216 - 74  |
| 2014 | Birmingham   | BEARDi                     |                           | Germania - Scozia                  | 25 - 90   |
| 2014 | Birmingham   | BEARDi                     |                           | Tampere Rollin' Bros - Germania    | 110 - 59  |
| 2014 | Birmingham   | BEARDi                     |                           | The Expendables - Germania         | 147 - 33  |
| 2014 | Birmingham   | BEARDi                     |                           | Quads of War - Germania            | 72 - 84   |
| 2014 | Birmingham   | BEARDi                     |                           | Germania - Crash Test Brummies     | 93 - 82   |
| 2014 | Birmingham   | BEARDi                     | Finale 5º - 6º posto      | Germania - Quads of War            | 239 - 95  |
| 2015 | Hannover     | Roller Derby Double Header |                           | Germania - Bristol Vice Quad       | 329 - 109 |
| 2015 | Cannock      | BEARDi                     |                           | Germania - Manneken Beasts         | 101 - 76  |
| 2015 | Cannock      | BEARDi                     |                           | Germania - Crash Test Brummies     | 89 - 56   |
| 2015 | Cannock      | BEARDi                     |                           | Gothenburg Salty Seamen - Germania | 49 - 67   |
| 2015 | Cannock      | BEARDi                     | Finale                    | Hades Roller Boys - Germania       | 224 - 161 |

## Confronti con le altre Nazionali
Questi sono i saldi della Germania nei confronti delle Nazionali incontrate.

### Saldo positivo
| Nazionale | Giocate | Vinte | Pareggiate | Perse | PF  | PS  | Ultima vittoria | Ultimo pari | Ultima sconfitta |
| --------- | ------- | ----- | ---------- | ----- | --- | --- | --------------- | ----------- | ---------------- |
| Belgio    | 3       | 2     | 0          | 1     | 572 | 498 | 2014            | -           | 2013             |

### Saldo negativo
| Nazionale   | Giocate | Vinte | Pareggiate | Perse | PF  | PS  | Ultima vittoria | Ultimo pari | Ultima sconfitta |
| ----------- | ------- | ----- | ---------- | ----- | --- | --- | --------------- | ----------- | ---------------- |
| Francia     | 1       | 0     | 0          | 1     | 14  | 251 | -               | -           | 2014             |
| Australia   | 1       | 0     | 0          | 1     | 12  | 232 | -               | -           | 2014             |
| Irlanda     | 2       | 0     | 0          | 2     | 96  | 278 | -               | -           | 2014             |
| Scozia      | 1       | 0     | 0          | 1     | 25  | 90  | -               | -           | 2014             |
| Paesi Bassi | 1       | 0     | 0          | 1     | 204 | 210 | -               | -           | 2013             |